# Telebasis salva
Telebasis salva es un caballito del diablo de la familia de los caballitos de alas angostas (Coenagrionidae). Esta especie primordialmente norteamericana, es una de las especies mejor conocidas y de mayor distribución del género.

## Nombre común
- Español: caballito del diablo.

## Clasificación y descripción de la especie
Con 57 especies, Telebasis es el segundo género más numeroso de la familia de alas angostas en el Nuevo Mundo. Esta especie fue originalmente descrita a partir de ejemplares provenientes de Oaxaca y Veracruz, en México. La  cabeza,  tórax y el  abdomen son de color rojo brillante en los machos adultos maduros. También presentan marcas negras en el siguiente patrón: banda en dorso de la cabeza; banda dorsomedial en tórax con forma de flecha, dicha banda se encuentra dividida por una fina línea medial roja; mancha antehumeral en forma de gota.

## Distribución de la especie
Esta especie se distribuye en el sureste de E.U.A., México, Centroamérica y Colombia.

## Ambiente terrestre
Se encuentra en casi cualquier estanque, escurridero, pantano o poza con una elevada exposición solar y vegetación emergente en las orillas.

## Estado de conservación
No se considera dentro de ninguna categoría de riesgo.